# Dolophones peltata
Dolophones peltata là một loài nhện trong họ Araneidae.
Loài này thuộc chi Dolophones. Dolophones peltata được Eugen von Keyserling miêu tả năm 1886.